# Eutanyacra pallidicornis
Eutanyacra pallidicornis är en stekelart som först beskrevs av Johann Ludwig Christian Gravenhorst 1829.  Eutanyacra pallidicornis ingår i släktet Eutanyacra och familjen brokparasitsteklar. Arten är reproducerande i Sverige. Inga underarter finns listade i Catalogue of Life.